# Milky Way (歌曲)
〈Milky Way〉是西德·巴雷特专辑《Opel》中的一首歌。 这首歌是1970年6月7日录制的， 由巴雷特的朋友和前队友大卫·吉尔摩创作。这是在《Opel》发布的八个未发行曲目之一。